# 暗阔嘴鸟
暗阔嘴鸟（学名：Corydon sumatranus），又名暗色闊嘴鳥或烏暗闊嘴鳥，是阔嘴鸟科暗阔嘴鸟属的唯一物種，分布于文莱、缅甸、老挝、越南、新加坡（已绝灭）、泰国、印度尼西亚、马来西亚和柬埔寨。该物种的保护状况被评为无危。
暗阔嘴鸟的平均体重约为140.0克。栖息地包括种植园、亚热带或热带的湿润低地林、亚热带或热带的沼泽林和亚热带或热带的湿润山地林。